# Hans Görler
Hans Görler (* 17. November 1939; † 22. Juli 2002) war ein deutscher Verwaltungsbeamter und Staatssekretär in der Berliner Senatsverwaltung für Bau- und Wohnungswesen.

## Biografie
Hans Görler trat nach dem Studienabschluss als Diplom-Ingenieur in den Dienst der Berliner Senatsverwaltung. Im März 1989 wurde er zum Staatssekretär unter Bausenator Wolfgang Nagel ernannt. Nach der Wende in der DDR unterstützte er den Aufbau der Ost-Berliner Magistratsverwaltung für Bauwesen. 1991 wechselte Görler in die Wohnungswirtschaft und war bis 2001 Geschäftsführer der Immobilientochter IBG der Bankgesellschaft Berlin. Im Zusammenhang mit der Krise dieser Bank wurden Regressforderungen gegen ihn erhoben.
Görler gehörte der SPD an.